# Врбовац (Вукосавле)
Врбовац (серб. Врбовац / Vrbovac) — село в общине Вукосавле Республики Сербской Боснии и Герцеговины. В настоящее время село необитаемо.

## География
До Боснийской войны входило в состав общины Оджак.